# Historia del siglo V
La historia del siglo V está marcada por el fin de la unidad imperial en el seno del Imperio romano. El Imperio romano de Occidente entra en un largo período de agonía antes de su desaparición, inevitable tras los disturbios causados por las invasiones bárbaras. El Imperio romano de Oriente entra en una fase de mutación, que lo convertirá en el Imperio bizantino.

## El fin de la unidad imperial

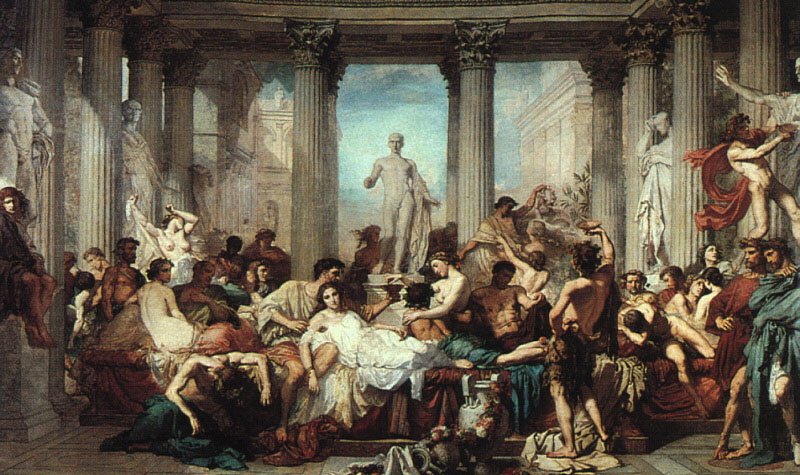
Les Romains de la décadence, por Thomas Couture, 1847. Musée d'Orsay, París.

El 17 de enero de 395 muere el emperador romano Teodosio el Grande. Su muerte da lugar a una de esas fechas que han conmocionado la historia de Occidente e incluso la historia de toda Europa. No hay que perder de vista que ese conglomerado que constituye el Imperio Romano va desde península ibérica hasta Armenia. Sin embargo, esa fecha del 395 no tiene, históricamente hablando, la carga simbólica que generaciones de historiadores han querido darle.
Las leyendas de la decadencia de Roma, tal como la muestra el cuadro de Thomas Couture, enmascara la realidad. Las invasiones bárbaras han comenzado hace ya siglo y medio y el fin del imperio lo anuncia el ascenso al poder de la Iglesia Católica y el nombramiento de bárbaros en la jefatura del estado. La guerra de Teodosio contra Arbogastes muestra claramente que el poder imperial ya no produce el mismo temor de antes.

### La sucesión de Teodosio el Grande

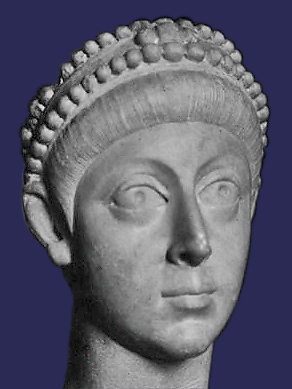
Busto de Flavius Arcadius

Teodosio ha previsto que, a su muerte, el imperio se divida en dos. Teodosio parte de la constatación realista de un hecho: en el estado actual de crisis, una sola entidad es ingobernable. Sobre todo porque los hijos del emperador son todavía jóvenes e inexpertos. Por lo tanto, decide crear dos imperios del mismo tamaño. El primero, el Imperio de Oriente, gobernado por su hijo mayor, Arcadio. Tiene como capital Constantinopla. El segundo imperio, el de Occidente, es administrado por Flavio Honorio, un niño, y tiene su capital en Milán.
Pero lo que cambia, sobre todo, es la elección del regente. Se trata de  un general, Estilicón, esposo de Serena, la sobrina de Teodosio. La elección es sensata, porque Estilicón es un hombre ambicioso, sin duda, pero competente. Aunque, si bien es un ciudadano romano desde el 385, es de origen vándalo. En la corte, esto es una afrenta para toda una clase aristocrática y conservadora. Sin embargo, es importante constatar un hecho: los más capaces para administrar el imperio son los bárbaros.

### La crisis de Constantinopla (395-399)
En la corte de Oriente, el imperio es administrado por el prefecto del pretorio, Rufino. Nacido en Aquitania de oscuro origen, este sexagenario es ambicioso y codicioso, pero también es católico, inteligente y elocuente. Apreciado por Teodosio y favorito del joven Arcadio desde el 394, llega de una manera casi natural a los más altos cargos. Pero otro personaje, mucho más oscuro, llegará a hacerse un hueco en la corte. Se trata de Eutropio, un eunuco ex esclavo nacido en Armenia que fue reclutado por Teodosio. Rufino, por su parte, hace la vida imposible a los visigodos a los que rechaza en Tesalia, en la primavera del 395, evitando al mismo tiempo que Estilicón se apodere de Ilírico. Eutropio no le va a la zaga, y el 27 de abril, aprovechando un viaje de Rufino a Siria, casa a Arcadio con Eudoxia, hija del notable franco Flavio Bauto. Esta joven, apreciada por su belleza y juventud, encanta al emperador, que deja tranquilo a Eutropio.
Momentáneamente aliado de Estilicón, Eutropio prepara la eliminación de Rufino. En noviembre del 395, sugiere a Arcadio organizar un desfile de las tropas con el fin de felicitar a los hombres del general godo Gainas quienes, no obstante, acaban de saquear Olimpia. Rufino es invitado y, cogido en una trampa, es apuñalado ante el emperador el 27 de noviembre de 395. De cara al emperador, Eutropio ha actuado bien: tras la apertura, la intimidación.
A continuación, una vez en el poder y cada vez más audaz y cruel,  nuestro eunuco degrada, humilla y deshonra a los oficiales y funcionarios según su capricho. Peor aún, vende los cargos públicos, crea y suprime empleos a placer; en definitiva, se comporta como un verdadero tirano. Detrás de él, Arcadio, hombre enclenque e insignificante, desaparece poco a poco. Eutropio llega incluso a exiliar a  su antiguo protector, Abundancio, y luego despoja de sus bienes a Timas, un general influyente y famoso, que es enviado a Egipto donde morirá en la miseria.
En 398, Eutropio es nombrado gran chambelán y patricio, y al año siguiente es nombrado cónsul, y empieza a provocar miedo a todo el mundo en la corte. Por otra parte, temido por todos, hace erigir estatuas en su honor. Para Eutropio este es el fin. En primavera, Gainas arrasa los alrededores de Constantinopla. En julio del 399, se nombra a Aureliano, un prefecto del pretorio hostil a Eutropio. Una vez capturado, Eutropio es desterrado a Chipre, donde vuelve a ser capturado. Es llevado a Calcedonia, en Bitinia, donde es juzgado y decapitado.

### Amenazas bárbaras en Italia
Como ya vimos, Estilicón es un general ambicioso pero fiel al imperio que le ha dado todo. Pero en la corte, ciertos personajes influyentes hacen lo imposible para desacreditarlo frente a Honorio. Al igual que Eutropio, Estilicón practica una política matrimonial, con la que quiere reforzar la situación de su familia en la del emperador. Así, en 398 casa a su hija Marie (385-408) con Honorio.
La primera amenaza es la impostura del conde de África Gildo. Este príncipe moro, hijo de Nube, rey de los Jubalenses, simpatizaba con Eutropio. Así, desde 397 declara no reconocer como emperador a otro que no fuera Arcadio. Impone un bloqueo a Italia que provoca el hambre en Roma. El senado, con sede en esta ciudad, declara a Gildo enemigo público con el apoyo de Estilicón. Mascezel, un hermano de Gildo que está al frente de un ejército en África, lo aplasta en la batalla de Ordalio. En su huida, Gildo es capturado y llevado a Tabarka, en Túnez. No se sabe si fue ajusticiado o si se suicidó, pero murió en julio de 398. Este episodio africano fue narrado en unos versos por el poeta Claudiano (370-404).
Después, Estilicón debe hacer frente a Alarico, rey de los visigodos. En 401 los vence en los Balcanes, pero vuelven a la carga. El 6 de abril de 402, en la batalla de Pollenda, y luego en junio de 403 en Verona, Estilicón para a los visigodos. Después, en 406, un ejército irregular de ostrogodos y alamanes dirigido por Radagaiso sitia Florencia. Esta atrevida expedición es frenada por Estilicón en Fiesole. Radagaiso y sus oficiales son detenidos y después decapitados.
En la corte, varias personalidades importantes consideran que el regente gestionó mal la situación, y sobre todo que fue demasiado débil frente a los visigodos. Pero, siendo realistas, ¿qué puede esperar un general que dispone sólo de treinta mil hombres frente a los bárbaros que pueden alinear cien mil? Con el acuerdo de Honorio, el 22 de mayo de 408 Estilicón es degollado junto a su hijo Euquerio en Rávena a manos de un oficial que pronto será conocido, Heracliano. Estilicón es sustituido por Olimpio.

## Usurpaciones sucesivas en Occidente

### Usurpación de Constantino (407-411)
A partir de 407 comenzaron las usurpaciones en Britania  por parte de algunos generales. Reprochan a Honorio el hecho de no poder proteger a los pueblos locales contra los bárbaros. Así, en el verano de 407, el general Constantino, sustituyendo a Graciano, es proclamado emperador. Gracias a su general Geroncio derrota por primera vez a Saro, el enviado de Estilicón. A principios de 408, Constantino llega a la Galia e instala su capital en Arlés. Nombre César a su hijo Constante y lo envía a Italia.
Celoso, sintiéndose herido, Geroncio proclama emperador en Tarragona, Hispania, al general Máximo, y después éste arremete contra Constante. En 411, en Viena, Constante es derrotado y decapitado.
Geroncio continúa y cerca a Constantino en la ciudad de Arlés. No cuenta con la reacción de Honorio, quien envía a su general Constancio, en quien confía plenamente, para desbloquear la situación. Geroncio es ahuyentado y Constantino, hecho prisionero, es ejecutado en noviembre de 411.

### Italia tras la muerte de Estilicón (409-413)
En Italia hay dos zonas de poder: Roma, sede del senado, y Rávena, capital del imperio, donde está la corte. En 409, mientras que Alarico amenaza a Roma, el senado envía al conde Prisco Atalo a Rávena a negociar una yuda. Las negociaciones fracasan y al final Roma es sitiada. Para oponerse a Honorio y en señal de protesta, el senado proclama emperador a Prisco Atalo. Éste lleva a cabo un doble juego. Negocia con Alarico, a quien ofrece el título de jefe de la milicia, y marchan sobre Rávena. Esta expedición fracasa.
Alarico está en una situación difícil. Honorio, apoyado en África por Heracliano, bloquea el abastecimiento de Roma y recibe refuerzos de oriente. Alarico destituye a Atalo y del 24 al 27 de agosto de 410 organiza el saqueo de Roma. Es la primera vez que los bárbaros toman Roma desde el episodio de las ocas del Capitolio. En Rávena, el prefecto del pretorio, Olimpio,  envía un ejército a desbloquear Roma, pero éste se ve diezmado. Olimpio desaparece en Dalmacia y no se vuelve a oír hablar de él.
Y como si esto fuera poco, el asesino de Estilicón, actual conde de África, Heracliano, se separa. Se autoproclama emperador y desembarca en Italia, pero es derrotado por el conde Marin en la batalla de Otricoli en Umbría. Vuelve precipitadamente a África, pero es capturado por Marin en Cartago y decapitado en 413.

## Entre Oriente y Occidente
En la corte de oriente, la emperatriz Eudoxia es cada vez más criticada. Su fastuosidad y su gusto por el lujo (y por la lujuria) le valen, el 18 de junio de 403, en el Sínodo del Roble, para ser acusada públicamente de adulterio por el patriarca de Constantinopla, Juan Crisóstomo, un ortodoxo. Eudoxia exilia al prelado en junio de 404 y lo sustituye por Arsacio. Pero Eudoxia muere al tener un aborto el 6 de octubre, dejando el imperio en manos de Antemio, nombrado cónsul en 405.

### Oriente: un imperio en mutación
El Imperio Romano de oriente está marcado por la batalla de Adrianópolis, dolorosa derrota frente a los godos en 378. Arcadio, el sucesor de Teodosio I el Grande, muere en 408 sin haber conseguido cambiar la situación. Alarico, el rey de los visigodos, aprovecha la débil autoridad de los emperadores (basileus) para saquear Macedonia, Tesalia y Grecia en 396. Estilicón derrota a los godos en Chiloé, pero se pone de acuerdo con ellos para evitar un enemigo más a combatir en Italia.

### Occidente: entre ilusiones y desilusiones
- Datos: Q3137782